# Drosophila parazonata
Drosophila parazonata är en tvåvingeart som beskrevs av Gupta och Dwivedi 1980. Drosophila parazonata ingår i släktet Drosophila och familjen daggflugor.
Artens utbredningsområde är Indien.